# 傑雷尼厄姆 (內布拉斯加州)
傑雷尼厄姆（英語：Geranium）是位於美國內布拉斯加州瓦利縣的鬼鎮。

## 歷史
傑雷尼厄姆的郵局於1879年設立，其後於1905年停運。

## 地理
傑雷尼厄姆所處的海拔為高於海平面690米（即2264英呎），而該地所採用的時區為UTC-6，即北美中部时区（CST）。同時該地設有夏令時間，為UTC-6調快一小時，即UTC-5（CDT）。